# 拉什特谷地
拉什特谷地是塔吉克斯坦的一个地区，位于共和国直辖区东部、瓦赫什河中游，南临达尔瓦兹。唐代称惹瑟知国（《悟空入竺记》），清代称喀拉提锦（《长文襄公自定年谱》卷三、《清史稿》列传三百十六）、喀尔提锦（《新疆识略》卷十、《海国图志》卷三十一）、喀喇提根（洪钧《中俄交界全图》）。
这一地区联通阿赖谷地，早期为丝绸之路要道，中世纪时期其对贸易的重要性大大降低。唐代称“惹瑟知国”（Rasht）；其都城同名，位于今之加尔姆。“喀拉提锦”（Karategin, Karateghin, Karatigin, Qarategin, Qaratigin）一名可追溯至13世纪初，雅古特·哈迈维提到瓦赫什河有一片区域叫‎ ()。帖木儿统治时期称“喀尔提锦”（或）。《巴布爾回憶錄》与《拉失德史》则同时出现“喀尔提锦”和“喀拉提锦”两种名字。清朝时布鲁特（即柯尔克孜）十九部中有喀拉提锦部。后来喀拉提锦先后被浩罕汗国、布哈拉酋长国与俄罗斯帝国所控制。